# Roman Worońko
Roman Worońko, Роман Воронько (ur. 1 kwietnia 1978) – ukraiński lekkoatleta, płotkarz i sprinter.
Na uniwersjadzie w 1999 odpadł w eliminacjach na 400 metrów przez płotki.
Podczas igrzysk olimpijskich w Sydney (2000) biegł na drugiej zmianie ukraińskiej sztafety 4 x 400 metrów która, po przejściu eliminacji, odpadła w fazie półfinałowej. W półfinale Ukraińscy ustanowili, pobity rok później już bez udziału Worońki, rekord kraju w tej konkurencji  – 3:02,68.
Reprezentant Ukrainy w zawodach pucharu Europy.
W 1998 był mistrzem kraju na 400 metrów przez płotki, w 1999 na 400 metrów.

## Rekordy życiowe
- Bieg na 400 metrów – 46,79 (2000)
- Bieg na 400 metrów przez płotki – 50,18 (2000)